# Roy Choi
Roy Choi (Seul, 24 de fevereiro de 1970) é um chef de cozinha norte-americano natural da Coreia do Sul. Em 2016, apareceu na lista de 100 pessoas mais influentes do ano pela Time.